# Óscar Pérez Rojas
Óscar "El Conejo" Pérez Rojas (sinh ngày 1 tháng 2 năm 1973 tại Thành phố México) là cựu thủ môn người Mexico. Pérez Rojas có chiều cao là 5'7, cân nặng là 161 pounds.
Anh đã chơi 54 trận đấu cho đội tuyển quốc gia México từ năm 1997. Anh đã chơi 4 trận đấu tại World Cup 2002, và đã được chọn cho World Cup 1998 nhưng không được đá trận nào.

## Câu lạc bộ
Anh là thủ môn số một của Cruz Azul từ năm 1997 khi đội bóng vô địch lượt về mùa giải 1997. Pérez ra mắt cùng Cruz Azul năm 1993, trong trận hòa Atlas với tỉ số 0–0.

## Thi đấu quốc tế
Óscar từng là một thủ môn xuất sắc nhất của Mexico từ năm 1998 đến năm 2002. Tại World Cup 2010, Pérez đã được chọn và được đá chính ở tất cả các trận đấu.